# 許英揚
許英揚（英語：Davis HUI Ying-yeung），前香港公務員，行政主任出身，官至高級首席行政主任。許在1978年加入政府為二級行政主任，其間曾在政務總署、財政科、運輸署、前銓敘科、海事處、前政府物料供應處等部門工作。他在2003年出任擔任禮賓處副處長，期間曾出席立法會領事事宜附屬法例小組委員會會議。許在社會福利署擔任首席行政主任（人力資源管理）至2009年4月13日，期間擔任社會福利人力策劃系統聯合委員會主席。他其後短期擔任民政事務總署助理署長（專責事務），並在同年10月5日接替曹振華出任東區民政事務專員。至2013年，由鄧如欣接替。